# 윈도우 드라이버 프레임웍스
윈도우 드라이버 프레임웍스(Windows Driver Frameworks, WDF, 이전 이름: 윈도우 드라이버 파운데이션)는 윈도우 2000 이후의 윈도우를 위한 고품질의, 믿을 수 있는 드라이버를 만드는 데 도움을 주는 마이크로소프트 도구들의 모임이다.
WDF를 이루는 주된 도구들은 커널 모드 드라이버 프레임워크 (KMDF)와 사용자 모드 드라이버 프레임워크 (UMDF)이다. 이러한 툴킷들은 윈도우 드라이버 개발을 위한 새로운, 객체 지향의 프로그래밍 모델을 제공한다. 이러한 프레임워크들의 주된 목표는 "개념적 비례축소 가능"이며, 드라이버 개발자에게 "단순 드라이버를 기록할 수 있는" 몇 가지 단순 개념을 배울 것을 요구하고, 또 더 복잡한 드라이버 기능이 요구될수록 더 많이 배울 수 있게 만들어 주는 것이다. 이는 단순 드라이버를 기록하기도 전에 수많은 복잡한 기술 상세 부분과 완전히 친숙해질 것을 요구하는 윈도우 드라이버 모델(WDM)과는 다르다.

## 종류
프레임워크는 두 가지 종류로 나뉜다.
- 커널 모드 드라이버 프레임워크(KMDF) - 표준 커널 모드 장치 드라이버 작성용
- 사용자 모드 드라이버 프레임워크(UMDF) - 사용자 모드에서 실행할 수 있는 특정한 클래스의 드라이버 작성용

이들은 뒷받침하는 프로그래밍 모델을 공유한다. 그러나 커널 모드 프레임워크는 플랫 C API를 사용하지만 사용자 모드 프레임워크는 C++과 가벼운 버전의 COM에 기반을 둔다.
WDF는 또한 드라이버 작성자가 이용할 수 있도록 정적 유효 여부 확인 도구의 집합을 포함하고 있다. 이러한 도구들은 일반적인 오류를 위하여 드라이버 코드를 점검하거나 테스트하기 어렵거나 찾기 쉽지 않은 문제들을 찾아내기 위하여 드라이버의 코드를 시뮬레이트한다.

## 도구
- 정적 드라이버 증명자 (SDV)
- PREFast for Drivers (PFD)

## 버전
| 운영 체제        | KMDF 1.0 | KMDF 1.1 | KMDF 1.5 | KMDF 1.7 | KMDF 1.9 | KMDF 1.11 | KMDF 1.13 | KMDF 1.15 | KMDF 1.17 | KMDF 1.19 |
| ---------------- | -------- | -------- | -------- | -------- | -------- | --------- | --------- | --------- | --------- | --------- |
| 윈도우 10 1607   | 예       | 예       | 예       | 예       | 예       | 예        | 예        | 예        | 예        | 예        |
| 윈도우 10 1511   | 예       | 예       | 예       | 예       | 예       | 예        | 예        | 예        | 예        | -         |
| 윈도우 10        | 예       | 예       | 예       | 예       | 예       | 예        | 예        | 예        | -         | -         |
| 윈도우 8.1       | 예       | 예       | 예       | 예       | 예       | 예        | 예        | -         | -         | -         |
| 윈도우 8         | 예       | 예       | 예       | 예       | 예       | 예        | -         | -         | -         | -         |
| 윈도우 7         | 예       | 예       | 예       | 예       | 예       | 예        | -         | -         | -         | -         |
| 윈도우 서버 2008 | 예       | 예       | 예       | 예       | 예       | 예        | -         | -         | -         | -         |
| 윈도우 비스타    | 예       | 예       | 예       | 예       | 예       | 예        | -         | -         | -         | -         |
| 윈도우 서버 2003 | 예       | 예       | 예       | 예       | 예       | -         | -         | -         | -         | -         |
| 윈도우 XP        | 예       | 예       | 예       | 예       | 예       | -         | -         | -         | -         | -         |
| 윈도우 2000      | -        | 예       | 예       | 예       | -        | -         | -         | -         | -         |           |

| 운영 체제        | UMDF 1.5 | UMDF 1.7 | UMDF 1.9 | UMDF 1.11 | UMDF 2.0 | UMDF 2.15 | UMDF 2.17 | UMDF 2.19 |
| ---------------- | -------- | -------- | -------- | --------- | -------- | --------- | --------- | --------- |
| 윈도우 10 1607   | 예       | 예       | 예       | 예        | 예       | 예        | 예        | 예        |
| 윈도우 10 1511   | 예       | 예       | 예       | 예        | 예       | 예        | 예        | -         |
| 윈도우 10        | 예       | 예       | 예       | 예        | 예       | 예        | -         | -         |
| 윈도우 8.1       | 예       | 예       | 예       | 예        | 예       | -         | -         | -         |
| 윈도우 8         | 예       | 예       | 예       | 예        | -        | -         | -         | -         |
| 윈도우 7         | 예       | 예       | 예       | 예        | -        | -         | -         | -         |
| 윈도우 서버 2008 | 예       | 예       | 예       | 예        | -        | -         | -         | -         |
| 윈도우 비스타    | 예       | 예       | 예       | 예        | -        | -         | -         | -         |
| 윈도우 서버 2003 | 예       | 예       | 예       | -         | -        | -         | -         | -         |
| 윈도우 XP        | 예       | 예       | 예       | -         | -        | -         | -         | -         |
| 윈도우 2000      | -        | -        | -        | -         | -        | -         | -         | -         |

굵게 표시된 "예"는 윈도우 버전에 통합되어 있음을 의미한다.

## 같이 보기
- 윈도우 드라이버 키트